# Women's Fitness
Women's Fitness è una rivista britannica sul fitness femminile fondata nel 2006. Successivamente sono state pubblicate edizioni in altre lingue, inglese, italiano, spagnolo e turco,  in diversi paesi.
Gli articoli della rivista vengono scritti con la collaborazione di personal trainer, terapisti dello sport, esperti nutrizionali e life coaches. Woman's Fitness contiene anche interviste a personaggi famosi.

## Storia
Nel Regno Unito è stata fondata nel 2006 dove ad oggi ha un bacino di lettori intorno a 175,000.
In Gran Bretagna le uscite sono mensili come anche negli Stati Uniti, in Australia, in Spagna e in Turchia.
In Italia la rivista viene pubblicata bimestralmente ed è basata sul corrispettivo inglese.
I vari numeri di Women's Fitness non hanno sempre lo stesso numero di pagine, mediamente oscilla tra più di un centinaio a meno di due centinaia di pagine.